# 唐戸市場
唐戸市場（からといちば）は、山口県下関市唐戸町にある地方卸売市場。

## 歴史
かつての交通の要衝であり、下関市の中心エリアであった唐戸における市場は、1909年（明治42年）の路上での野菜・果物の販売の公許に始まる。1924年（大正13年）には魚市場が阿弥陀寺町から移転して「唐戸魚市場」が発足、1933年（昭和8年）には「下関市唐戸魚菜市場」として現在の唐戸市場が開設された。当時は現在地から見て国道9号を挟んだ北側（亀山八幡宮下）にあり、この当時から、業者向けの卸売市場の機能と市民向けの小売市場の機能が共存するという、日本でも珍しい形態となっている。卸売市場法の制定に伴い1973年（昭和48年）に「下関市地方卸売市場」に名称を変更し、生鮮食料品を始めとする各種食料品を扱う総合市場として地位を築いてきた。

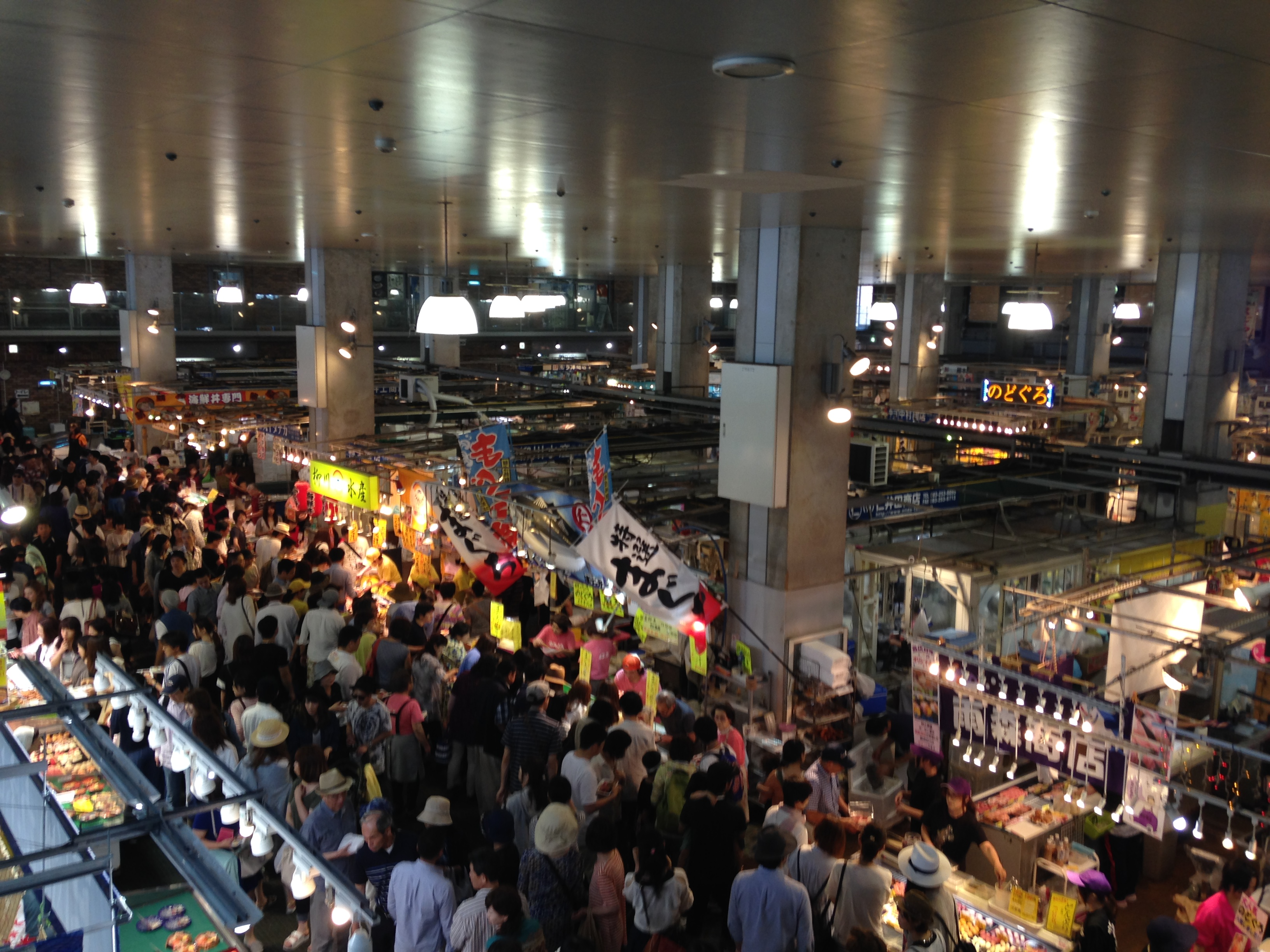
唐戸市場の内観

施設が手狭になったことを受けて、1976年（昭和51年）6月に青果の卸売部門を勝山地区に分離移転（この時点で卸売部門は正式名称を「下関市地方卸売市場唐戸市場」に名前を改めている）、さらに施設の老朽化に伴い2001年（平成13年）4月25日に下関市立しものせき水族館（海響館）の整備などとあわせたウォーターフロントの再開発事業により現在地に移転して、観光の要素を寄り強め、魚介類を中心とした総合市場として今に至っている。唐戸市場は2003年度に、日本建設業連合会主催の第44回BCS賞を受賞している。

## 特色
早朝に揚がったばかりの新鮮な魚介が並んでいる。仲卸や海産物加工業による販売だけではなく、周辺の沿岸漁業で漁獲した魚や農家が収穫した農産物を自分たちで販売するという、いわゆる「直売所」の機能も持つ。また回転寿司や食堂などもある。4月と10月には、唐戸祭りが開催される。
一般向けの営業時間は月曜 - 土曜が5時から、日曜・祝日は8時から15時まで。
また金曜日・土曜日の10時 - 15時、日曜日・祝日の8時 - 15時には「活きいき馬関街」が開催されている。
なお、フグ専門の卸売市場として知られる南風泊市場（下関市彦島）も下関市地方卸売市場の一部門であり、卸売市場の運営も同じ「下関唐戸魚市場」である。

## 南風泊市場
南風泊市場は日本で唯一のふぐ専門の卸売市場であり、市場開設者は下関市、漁港管理者は山口県となっている。対馬周辺や瀬戸内海、豊後水道、伊勢湾などを主漁場とする天然フグや西日本・九州各地の養殖フグの水揚市場として1974年に開設された。2018年からは市場の高度衛生管理整備事業に伴って隣接地に設置された仮説市場で供用開始となった。
2016年の当市場における水産物の取扱数量は2,044トン、取扱金額は39億4093.4万円であり、平均単価は1928円であった。

## 特牛市場
1982年（昭和57年）に旧豊北町周辺の水産物を一元的に集荷・販売する為に豊北町水産物地方卸売市場として開設され、2009年（平成21年）4月に現名称に改められた。下関5大ブランドの1つであるケンサキイカの水揚げが盛んで、特に豊北地域で水揚げされ当市場に出荷されたAランクのイカは「下関北浦特牛イカ」としてブランド認定されている。
2016年の当市場における水産物の取扱数量は1,746トン、取扱金額は14億1389.8万円であり、平均単価は810円であった。

## 交通
- 中国自動車道、下関ICより県道57号線、R9経由、唐戸方面へ10分、JR西日本下関駅から車で約10分
- JR西日本下関駅からサンデン交通バスで「唐戸」下車。